# Во имя Тисы
«Во имя Тисы» (венг. A Tisza nevében) — венгерский документальный фильм, снятый режиссёром Дмитрием Ляшуком, посвящённый экологическим проблемам реки Тиса. Премьера фильма состоялась в 2021 году.

## Сюжет

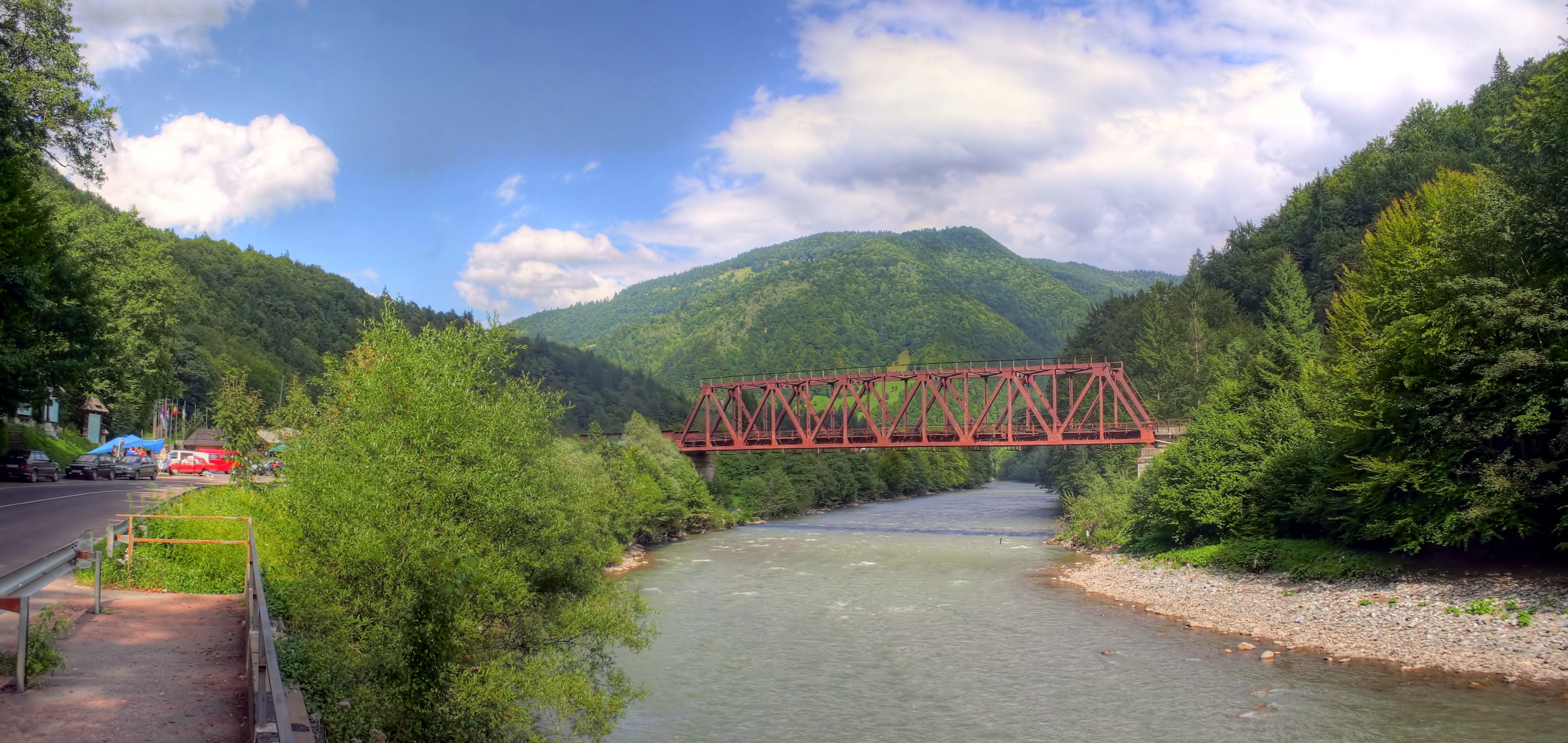
Река Тиса в Закарпатской области

Кинорежиссёр из Будапешта Дмитрий Ляшук, имеющий венгерско-украинские корни, проделал путь от истока реки Тиса в Закарпатской области до Георгиевского гирла на дельте Дуная в Румынии (в месте, где Дунай впадает в Чёрное море), отсняв загрязнение природной среды в различных странах.
Самая большая часть фильма отведена проблемам на Украине, а в частности Закарпатью, где одной из причин загрязнений является отсутствие централизованной системы вывоза отходов из сёл. Фильм показывает закарпатских венгров и украинцев, совместно борющихся с загрязнением окружающей среды.
Одним из героев фильма стал Виктор Бучинский, организовавший предприятие по раздельному сбору мусора в Берегово. Другим героем стал Бела Франц, который вывозит мусор из сёл на своём УАЗе, а затем пытается вручную его сортировать. В фильме была показана огромная свалка отходов около Рахова в нескольких метрах от Тисы и нефункционирующий мусороперерабатывающий завод в селе Яноши.
Ближе к финалу Дмитрий Ляшук обращается к Президенту Украины Владимиру Зеленскому с просьбой содействовать борьбе со свалками вдоль реки Тиса.

## Съёмки

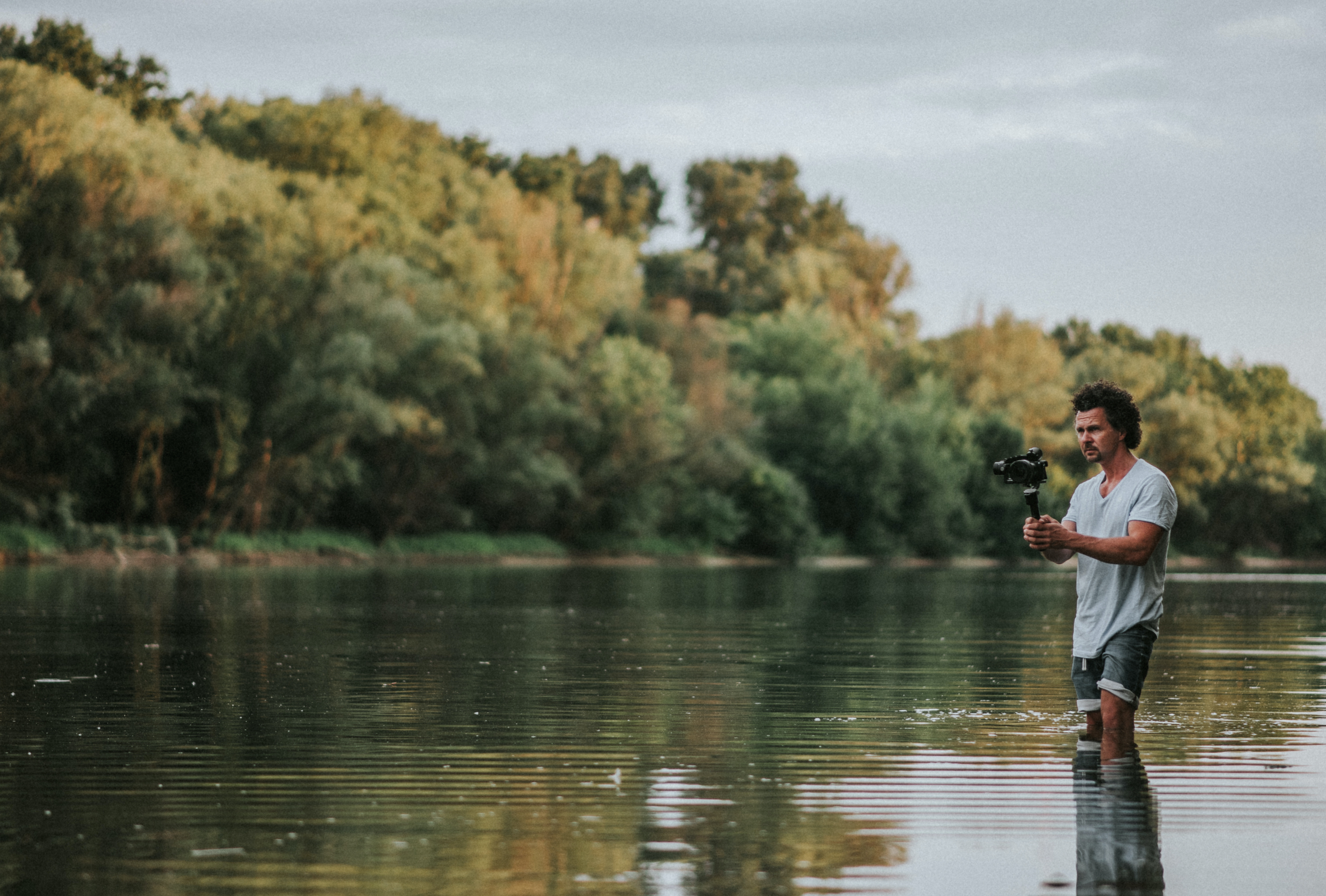
Дмитрий Ляшук во время съемок на Тисе

Фильм снят на собственные средства Дмитрия Ляшука в жанре гонзо-журналистики со съёмками объектов с дрона. В фильме режиссёр лично сопровождает героев, погружаясь в их повседневную жизнь. Съёмки фильма стартовали в феврале 2020 года и затронули Украину, Венгрию, Сербию и Румынию.

## Реакция
Председатель Закарпатской ОГА Анатолий Полосков заявил, что «некоторые тезисы [фильма] не соответствуют действительности», посоветовал режиссёру в будущем общаться с представителями власти, а также снять новый фильм с объективной информацией.

## В ролях
- Виктор Бучинский — экоактивист из Закарпатья
- Франц Бела — экоактивист из Закарпатья
- Светлана Джунжик — экоактивист из Закарпатья
- Евгений Леськив — гид из Киева
- Унку Думитру — рыбак из Румынии
- Чиприан Сафка — гид из Румынии
- Мария Кеслер — учитель из Закарпатья
- Олег Супруненко — журналист из Закарпатья
- Дьёрдь Исак — инженер из Закарпатья
- Габор Сабо — пенсионер из Закарпатья